# Osanna von Kotor

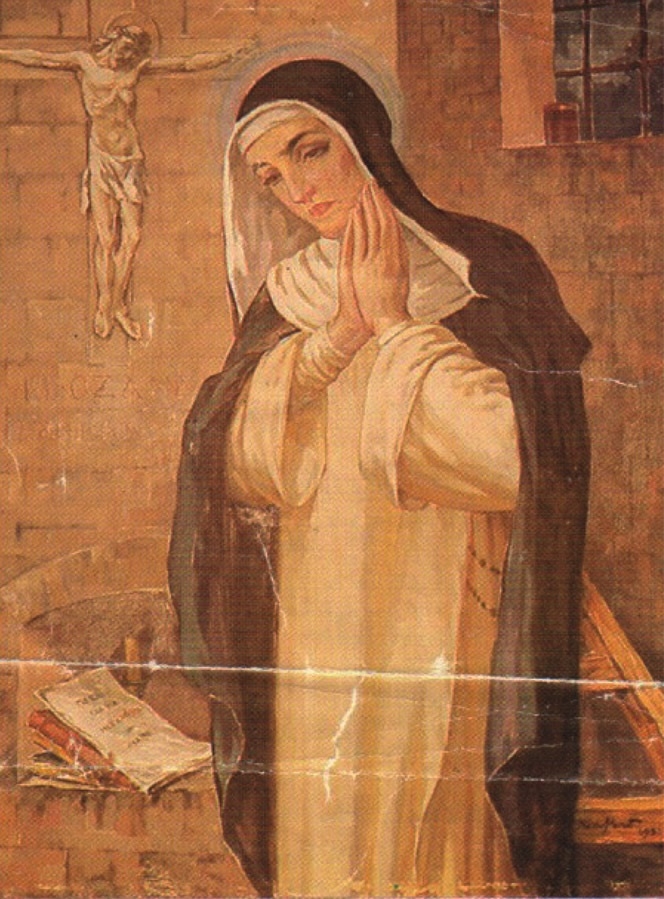
Die selige Osanna von Kotor in ihrer Zelle, Gemälde in der St.-Pauls-Kirche in Kotor (1932)

Osanna von Kotor, Geburtsname Jovana Kosić, (* 25. November 1493; † 27. April 1565 in Kotor) war eine katholische Einsiedlerin und Angehörige des Dritten Ordens der Dominikaner in Kotor (Cattaro) in Montenegro. Sie konvertierte vom orthodoxen Christentum zur römisch-katholischen Kirche. 1934 wurde sie seliggesprochen. Ihr Gedenktag ist der 27. April. Sie ist die erste kanonisierte Frau montenegrinischer Herkunft.

## Leben
Osanna wurde in dem Dorf Relezi in Zeta geboren. Ihr Taufname lautete Jovana (Johanna). Ihr Vater, Pero Kosić, war orthodoxer Priester und ihr Onkel, Marko Kosić, orthodoxer Mönch und später Bischof von Zeta. Ihr Großvater und ihr Urgroßvater waren ebenfalls orthodoxe Priester.
In ihrer Jugend war sie Schäferin und verbrachte ihre einsamen Stunden im Gebet. Eine Legende erzählt, dass sie, während sie ihre Herde hütete, ein schlafendes Kind im Gras liegen sah. Angezogen von dessen Schönheit wollte sie es hochnehmen, doch es verschwand und ließ sie mit einem Gefühl von tiefer Einsamkeit zurück.
Solche Erscheinungen wiederholten sich. Als sie 14 Jahre alt war, regte sich in ihr der Wunsch, zu dem Küstenort Cattaro in Albania Veneta (dem heutigen Montenegro) zu reisen, da sie meinte, dort besser beten zu können. Ihre Mutter hatte dafür kein Verständnis, vermittelte ihr aber eine Anstellung als Hausmädchen in einer wohlhabenden katholischen Familie namens Buća, die dem Mädchen nach Belieben Zeit für seine Kirchenbesuche einräumte. In Cattaro konvertierte Osanna vom orthodoxen zum römisch-katholischen Glauben und nahm den Namen Katharina (Chaterine Cosie) an.
Osanna lernte in ihrer Freizeit lesen und schreiben. Sie las religiöse Bücher auf Latein und Italienisch, besonders die Bibel.
In ihren späteren Jugendjahren fühlte sich Osanna zu einem Leben als Einsiedlerin berufen. Obwohl sie als zu jung für diese Lebensweise betrachtet wurde, ließ ihr geistlicher Führer sie in eine Zelle nahe der St.-Bartholomäus-Kirche in Cattaro einmauern. Durch ein Fenster konnte Osanna der Feier der Heiligen Messe beiwohnen und durch ein anderes Fenster konnte sie mit Menschen kommunizieren, die sie um ihr Gebet baten oder ihr Essen reichten.
Nachdem ein Erdbeben ihre erste Eremitage zerstört hatte, zog sie in eine Zelle nahe der St.-Pauls-Kirche, wurde eine Laiendominikanerin und nahm den Namen Osanna an, in Erinnerung an die selige Osanna von Mantua. Sie befolgte die dominikanische Regel für die nächsten 52 Jahre ihres Lebens. Eine Gruppe von Dominikanerschwestern siedelte sich in ihrer Nähe an, suchte sie um Rat auf und nahm sie schließlich als Anführerin an. Bald hatte sie so viele Anhänger, dass ein Kloster für sie gegründet wurde.
In ihrer winzigen Zelle soll sie viele Visionen gehabt haben, darunter von Jesus Christus als Kind, der Jungfrau Maria und verschiedenen Heiligen. Einmal soll ihr der Teufel in der Gestalt der Jungfrau Maria erschienen sein und sie angewiesen haben, ihre Bußpraktiken zu ändern. Mit der Hilfe ihres Beichtvaters konnte sie diese Täuschung jedoch durchschauen und überwinden.
Als die Stadt Cattaro am 9. August 1539 von dem osmanischen Kriegsführer Khair ad-Din Barbarossa angegriffen wurde, wandten sich die Einwohner der Stadt sowie der Bischof an sie und baten sie um ihre Hilfe. Sie führten die Rettung der Stadt auf Osannas Gebete und ihren Rat zurück. Auch soll ihr Gebet die Stadt vor der Pest errettet haben.

## Verehrung

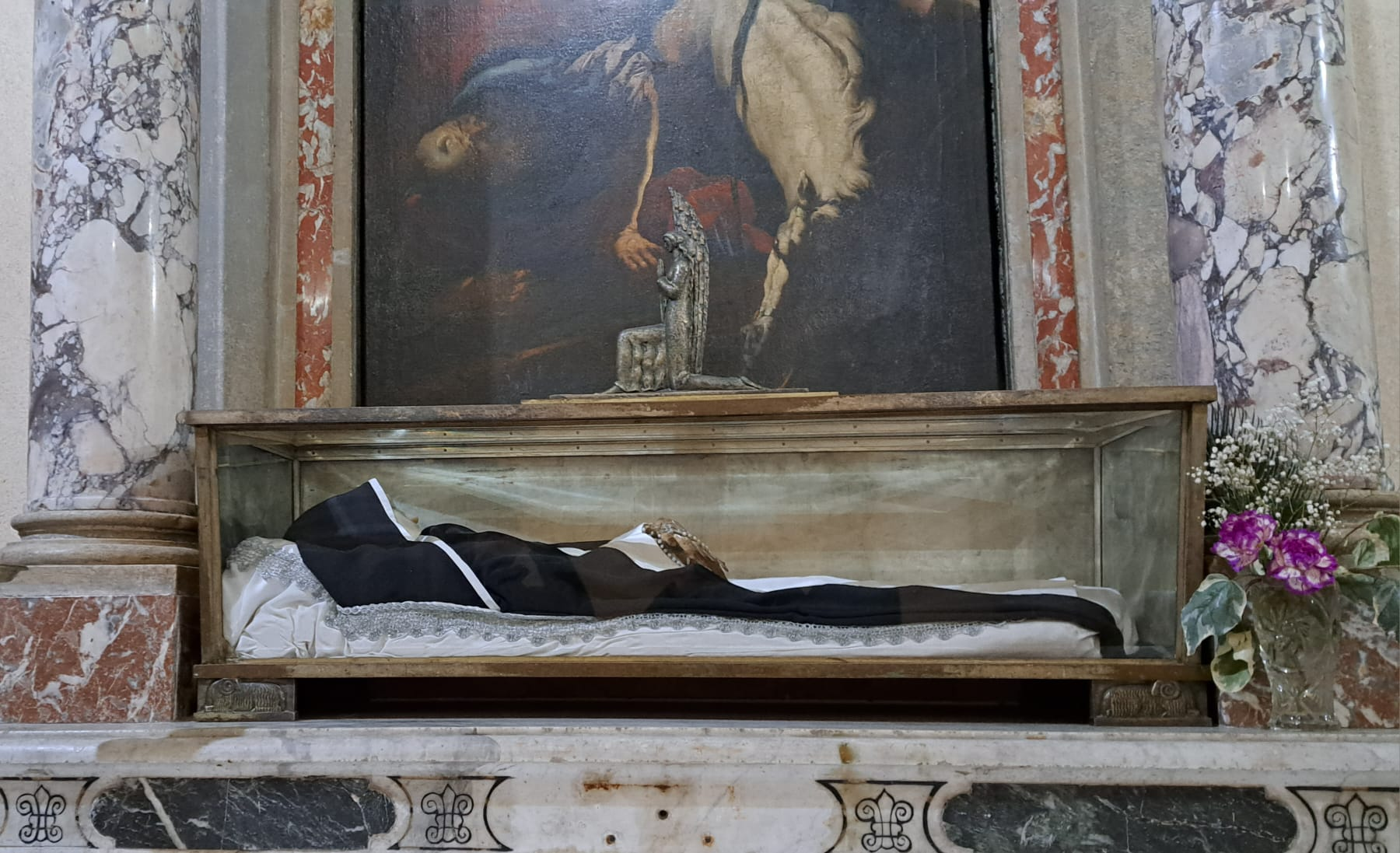
Der aufgebahrte Leichnam der seligen Osanna von Kotor

Osannas unversehrter Leichnam wurde in der St.-Pauls-Kirche aufbewahrt, bis die französische Armee 1807 die Kirche in ein Lagerhaus umwandelte. Daraufhin wurde ihr Leichnam in die St.-Marien-Kirche überführt. Die Einwohner Kotors verehrten sie bereits als Heilige, bevor im Jahre 1905 der offizielle Seligsprechungsprozess begann. 1927 erlaubte Papst Pius XI. ihre Verehrung und 1934 wurde sie seliggesprochen. Sie wird auch als Repräsentantin der Ökumene zwischen Orthodoxie und Katholizismus verehrt.
Zu ihren Lebzeiten erhielt sie von den Einwohnern der Stadt den Beinamen „die Trompete des Heiligen Geistes“ und „Lehrerin der Mystik“. Menschen in unterschiedlichsten Lebensumständen suchten sie um Rat auf und sie setze sich für den Frieden in der Stadt und zwischen rivalisierenden Familien ein. Aus dem Grund nannte man sie auch „jungfräuliche Versöhnerin“ und „Engel des Friedens“.